# 吉原達也
吉原 達也（よしはら たつや、1951年6月28日 - ）は、日本の法学者（法制史・ローマ法）。広島大学名誉教授、日本大学法学部教授。

## 経歴
1951年、三重県生まれ。1974年に京都大学法学部を卒業し、同大学大学院法学研究科に進学。柴田光蔵、上山安敏に師事し、ローマ法、西洋法制史を学んだ。1979年、博士課程を単位取得退学。
同1979年、広島大学法学部助教授に就いた。1990年に教授昇格。2004年から2007年には、法学部長を務めた。2012年に広島大学を定年退官し、名誉教授となった。その後は日本大学法学部教授として教鞭をとった。

## 受賞・栄典
- 1993年：『母権制』で第30回日本翻訳文化賞を受賞。

## 著作
共編著
- 『リーガル・マキシム 現代に生きる法の名言・格言』西山敏夫・松嶋隆弘共編著 三修社 2013

翻訳
- 『母権論序説』J・J・バッハオーフェン著、創樹社 1989
- 『母権制 古代世界の女性支配：その宗教と法に関する研究』J.J.バハオーフェン著、平田公夫共訳 白水社 1992－93
- 『死刑制度の歴史』ジャン・アンベール著、波多野敏共訳 白水社(文庫クセジュ) 1997
- 『母権制序説』J.J.バハオーフェン著、筑摩書房 2002
- 『古代墳墓象徴試論』J.J.バハオーフェン著、平田公夫共訳 作品社 2004

論文
- ＜吉原達也